# Stadion Tahti (Ahvaz)
Stadion Tahti (perz. ورزشگاه تختی; Varzešgah-e Tahti) je višenamjenski stadion u iranskom gradu Ahvazu u pokrajini Huzestan. Građen je između 1978. i 1984. godine i prvotno je imao 30.000 mjesta, a nakon renoviranja iz 2005. kapacitet je prepolovljen. Najviše se rabi za nogometne susrete i matičnim je igralištem klubovima Esteglal i Fulad. Tahti se 2013. godine planira zatvoriti i srušiti na uštrb novog i suvremenijeg Stadiona Gadira koji prima 51.000 gledatelja.